# Conrad Janis
Pour les articles homonymes, voir Janis.
Conrad Janis est un acteur et musicien américain né le 11 février 1928 à New York, dans l'État de New York (États-Unis) et mort le 1er mars 2022 à Los Angeles.

## Biographie
Conrad Janis est le fils de Harriet Grossman et Sidney Janis.

## Filmographie partielle

### en tant qu'acteur
- 1945 : Snafu (en) : Ronald Stevens
- 1946 : Margie : Johnny « Johnikins » Green
- 1947 : Scandale en Floride (That Hagen Girl) de Peter Godfrey
- 1947 : La Pièce maudite (The Brasher Doubloon) : Leslie Murdock
- 1947 : That Hagen Girl : Dewey Koons
- 1948 : Retour sans espoir (Beyond Glory) : Raymond Denmore, Jr.
- 1953 : Bonino (série télévisée) : Edward Bonino (1953)
- 1958 : Let's Rock : Charlie
- 1960 : Full Speed for Anywhere (TV) : Enseigne Jones
- 1960 : Les Incorruptibles, Le Signe de Caïn, (série télévisée)
- 1973 : Miracle on 34th Street (TV) : Docteur Pierce
- 1974 : 747 en péril (Airport 1975) : Arnie
- 1974 : The Virginia Hill Story (TV) : Halley
- 1975 : The Happy hooker : Fred
- 1976 : The Rear Guard (TV) : Capitaine allemand
- 1976 : La Duchesse et le Truand (The Duchess and the Dirtwater Fox), de Melvin Frank : Gladstone, l'assistant de Widdicombe
- 1977 : Roseland de James Ivory : George (The Hustle)
- 1977 : The Magnificent Magical Magnet of Santa Mesa (TV) : Mr. Kreel
- 1978 : Danny and the Mermaid (TV) : Psychiatre
- 1978 : The Buddy Holly Story de Steve Rash : Ross Turner
- 1978 : Mork & Mindy (série télévisée) : Fred « Fredzo » McConnell (1978-1979, 1980-1982) (orignal cast)
- 1980 : The Gossip Columnist (TV) : Ivan Bock
- 1980 : Oh, God! Book 2 de Gilbert Cates : Charles Benson, directeur d'école
- 1982 : The Mork & Mindy/Laverne & Shirley with the Fonz Show (série télévisée) : Frederick McConnell (voix)
- 1984 : The Red-Light Sting (en) (TV) : Bowman
- 1985 : V : les Visiteurs (1984/85) (série télévisée) : Professeur Atkins (Saison 2, épisode 17 : Traître)
- 1985 : Comment claquer un million de dollars par jour? (Brewster's Millions) de Walter Hill : Homme d'affaires dans sa voiture
- 1989 : Sonny Boy : Doc Bender
- 1992 : Mr. Saturday Night de Billy Crystal : Directeur
- 1993 : Heonggong ya fungkwong : Jack
- 1995 : The Feminine Touch : Frank Donaldsonn
- 1996 : Disjoncté (The Cable Guy) de Ben Stiller : Father « Double » Trouble
- 1997 : The Rockford Files: Murder and Misdemeanors (TV) : Harvey
- 1998 : La Famille Addams : Les retrouvailles (Addams Family Reunion) (vidéo) : Patron du bar de l'hôtel
- 2002 : Another Pretty Face (TV) : Directeur de la station de TV

### en tant que réalisateur
- 1994 : The Feminine Touch